# Azuki-chan
Azuki-chan (あずきちゃん, lit. Feijão Vermelho) é uma série de mangá baseada na estudante chamada Azusa Noyama, apelidada Azuki-chan porque quando ela era mais jovem, ela foi acidentalmente chamada de Azuki. O anime foi produzido pela Madhouse entre 4 de abril de 1995 até 17 de março de 1998, estreou no canal japonês NHK.
Em Portugal este anime foi emitido pela RTP1 entre o outono de 2001 e repetiu na RTP2 entre 2002/2003 com dobragem portuguesa.

## Enredo
Inicialmente Azuki não gostava muito da sua alcunha, mas algo de bastante importante fez a mudar de opinião. Chega à sua sala de aula um novo aluno de nome Ogasawara Yunosuke (Mike Springfield na versão portuguesa) vindo de uma outra escola; no mesmo dia o seu amigo Ken Koda (Ken na versão portuguesa) chama em voz alta o nome da alcunha de Azusa e por mera casualidade Mike ouve e memoriza a dita alcunha. Esta situação faz com que Azusa fique incrivelmente feliz e enamora-se dele, ficando com muitos ciúmes quando o vê a falar com outras raparigas.

## Personagens
Azuki
Ela é timida e solitária e o seu amor é Yunosuke (Mike). As suas amigas são Kaoru, Jidama e Tomo. Daisu é o seu irmão. É bastante sonhadora e acredita que Yoko irá deixar Yunosuke.
Yunosuke (Mike)
Gosta da Azuki e tem uma cadela que se chama Yuri que a leva a pessear quando sai com Azuki. Seu pai vive em Nova York. Os seus melhores amigos são Ken e Makoto.
Kaoro
Ela é a melhor amiga de Azuki. A sua mãe é dona de um cabeleireiro e o seu pai está sempre em viagem, por isso nunca o viu. Ela gosta do Ken e é uma menina muito sensível.
Tomo
É a delegada da turma. Ela gosta muito do Makoto. É muito inteligente. Seus pais são muito reservados e o seu pai trabalha num Zoo como veterinário.
Ken
Ajuda o seu pai no restaurante. Ele gosta da Azuki, mas ele sabe que ela só gosta do Yunosuke. Os seus amigos são Makoto, Yunosuke e Daisu, o irmão de Azuki, que treina com ele baseball. Sabe o que Kaoru sente por ele, e às vezes parece que gosta de Kaoru.
Makoto
É o rapaz mais tonto da turma. Às vezes parece gostar de Tomo. Os seus amigos são Ken e Yunosuke. Seus pais vivem separados, a mãe trabalha num hotel. Ele gosta da senhora Okamoto.
Daisu
É o irmão de Azuki. Muito alegre e despreocupado, está sempre conforme o que os seus pais propõem, ao contrário de Azuki. Gosta de espiar a sua irmã em casa. Treina baseball com Ken e gosta da Yoko e parece que a sua noiva é Setsu.
Setsu
É a namorada de Daisu e estão na mesma classe. É bastante atrevida e não para de tentar aproximar-se de Yunosuke. Tem um irmão mais novo.
Jidama
Tem um caracter muito especial e forte… nunca gosta de nada. Fala muito sobre a sua avó. A sua mãe é enfermeira e tem um coelho que se chama Champú. Não gosta da Yoko.

## Nome dos personagens na versão original e na versão portuguesa
| Versão original japonesa | Versão portuguesa |
| ------------------------ | ----------------- |
| Azuki-chan               | Azuki             |
| Kaoru                    | Beth              |
| Jidama                   | Katy              |
| Ogasawara Yunosuke       | Mike Springfield  |
| Ken Koda                 | Ken               |
| Makoto                   | Joy               |
| Tomo                     | Jen               |
| Yoko                     | Lisa              |
| Daisu                    | Billy             |
| Sr. Tago                 | Senhor Chan       |

## Dobragem Portuguesa
- Azuki - Mónica Garcez
- Beth - Graça Ferreira
- Katy - Nara Madeira
- Mike - Pedro Borges
- Ken - Paulo Coelho
- Joy - Mónica Garcez
- Jen - Graça Ferreira
- Lisa / Billy - Bárbara Lourenço
- Estúdio: Valentim de Carvalho